# Kuhlefelt
Kuhlefelt är en svensk och finländsk adelssläkt. Släkten introducerades på Sveriges riddarhus 1647 under nr 330. Medlemmar av släkten skrev sig under 1600-talet Kugelfelt. Inskriven på Finlands riddarhus 1818 under nr 31. Släkten fortlever i Finland.

## Historik
Släkten härstammar från Detlof Sievers, son till en guldsmed i Osnabrück i Westfalen. Sievers tjänstgjorde 1618 som fältväbel vid Lars Urbanssons fänika och tjänstgjorde sedan i krig i Ryssland, Polen och Tyskland. Han blev 1630 major och tjänstgjorde 1636 vid Tavastehus infanteriregemente. Befordrad till överstelöjtnant 1644 adlades han den 28 augusti 1645. Han skapade 1646 Suomenniemi säteri i Savitaipale socken, och innehade även såsom förläning Smerdovitsa hof i Vruda socken i Ingermanland. Han var slottshauptman på Nöteborg 1654 och avled där följande år. Gift med Margareta Andersdotter, av borgerlig släkt.

## Personer med efternamnet Kuhlefelt
- Georg Kuhlefelt, borgmästare (1860–1918)
- Elis Kuhlefelt, läkare (1865–1935)
- Eva Kuhlefelt-Ekelund, arkitekt (1892–1984)
- Sven Kuhlefelt, arkitekt (1892–1980)
- Åke Kuhlefelt, jurist (1908–1991)
- Maj Kuhlefelt, formgivare (1931–2018)